# 2016年リオデジャネイロオリンピックのギリシャ選手団
2016年リオデジャネイロオリンピックのギリシャ選手団（2016ねんリオデジャネイロオリンピックのギリシャせんしゅだん）は、2016年8月5日から8月21日にかけてブラジルのリオデジャネイロで開催された2016年リオデジャネイロオリンピックのギリシャ選手団、およびその競技結果。

## 概要
今大会は金メダル3個、銀メダル1個、銅メダル2個の合計6個のメダルを獲得した。

## メダル
| メダル | 選手名                                        | 競技       | 種目                       |
| ------ | --------------------------------------------- | ---------- | -------------------------- |
| 金     | エカテリーニ・ステファニディ                  | 陸上       | 女子棒高跳                 |
| 金     | エレフテリオス・ペトロニアス                  | 体操       | 男子つり輪                 |
| 金     | アナ・コラカキ                                | 射撃       | 女子25mピストル            |
| 銀     | スピリドン・ギャニオティス                    | 競泳       | 男子10kmマラソンスイミング |
| 銅     | パナギオティス・マンティス パブロス・カヤリス | セーリング | 男子470級                  |
| 銅     | アンナ・コラカキ                              | 射撃       | 女子10mエアピストル        |